# Malum
Malum (llatí: Evil) és una pel·lícula de terror estatunidenca del 2023 dirigida per Anthony DiBlasi, qui va coescriure la pel·lícula amb Scott Poiley. Es tracta d'una nova versió de la pel·lícula del 2014 Last Shift, també dirigida per DiBlasi. La història tracta sobre una policia principiant que experimenta esdeveniments paranormals en una comissaria desmantellada on treballa durant l'últim torn. El repartiment inclou Jessica Sula, Eric Olson, Chaney Morrow i Candice Coke. S'ha doblat i subtitulat al català.
Malum es va estrenar als cinemes dels Estats Units el 31 de març de 2023 i va rebre crítiques positives. Es va estrenar a la carta i plataformes digitals el 16 de maig de 2023.
El rodatge principal va tenir lloc en una presó abandonada al centre de Louisville (Kentucky), des de l'agost fins al setembre de 2022.